# Extra Credits
“Extra Credits”（額外加分）是關於遊戲設計的教學影片系列。在探討電子遊戲與遊戲研究的議題，特別關於遊戲開發。將「視遊戲為藝術」作為理念，談論與遊戲文化有關的深度議題。

## 外部連結
- Extra Credits（官方網站）（页面存档备份，存于）
- YouTube上的Extra Credits頻道
- Extra Credits的X（前Twitter）